# Kisujjtávolító izom (láb)

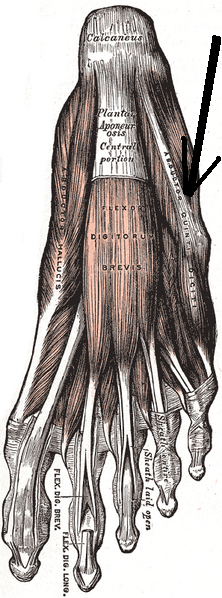
A lábfej látható (Az izom fura neve ne tévesszen meg senkit, mert a latin más, mint az angol)

A kisujjtávolító izom (latinul musculus abductor digiti minimi) a lábfejen található apró izom.

## Eredés, tapadás, elhelyezkedés
A sarokcsont (Calcaneus) külső oldalán, annak az alsó részén egy dudorról, a talpi bőnye (Aponeurosis plantaris) mellől ered. Végigfut a talp külső oldalán, az V. lábközépcsonton (Metatarsale), majd az ötödik lábujj phalanxán tapad.

## Beidegzés, vérellátás
A nervus plantaris idegzi be, és a talpi artériák látják el vérrel.